# Lukasgilde

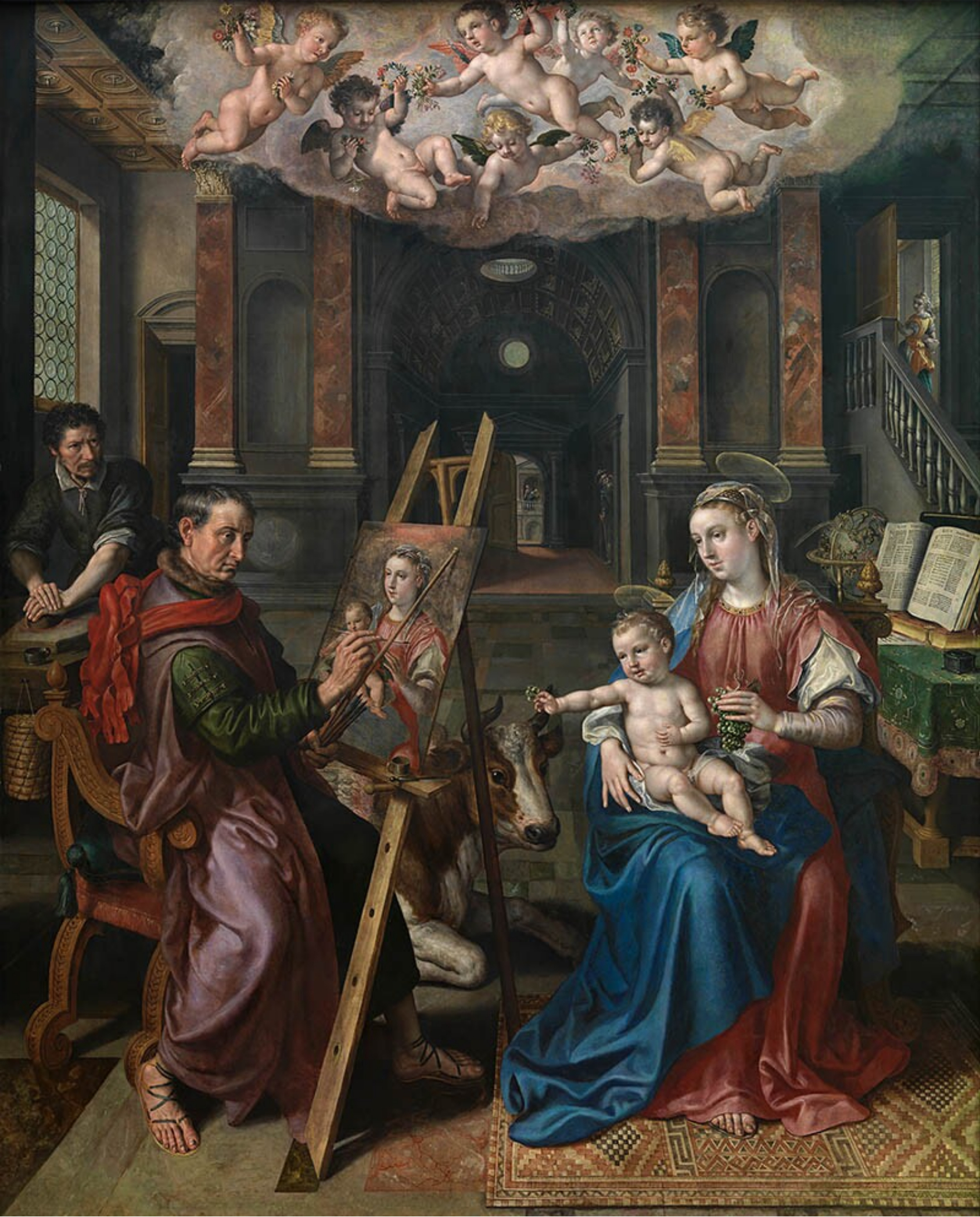
Maerten de Vos, Der Evangelist Lukas als Maler (1602)

Lukasgilden waren die zunftartigen Bruderschaften z. B. von Malern, Bildschnitzern und Buchdruckern, die sich seit dem 15. Jahrhundert besonders in Italien, am Niederrhein und in den Niederlanden bildeten. Benannt wurden sie nach dem Evangelisten Lukas, dem Schutzpatron der Maler.

## Mitgliedschaft
In manchen Städten waren sehr viele künstlerische Berufsstände in dieser Gilde vertreten (so in Antwerpen) oder sie war nur die im Zugang strikt reglementierte Vereinigung der Maler, während Schnitzer und Glaser, Maurer oder Drucker andere Zünfte unter dem Schutz anderer Patrone gründeten (so in Brüssel). Zum Eintritt in die Gilde war oft der Erwerb des Bürgerrechtes der Stadt und bisweilen Grundbesitz notwendig. Bei einer Einschreibung als Meister, was Bedingung für den Zugang zu den höheren politischen und wirtschaftlichen Gildeämtern war, war außerdem die Heirat Voraussetzung.
Die Mitgliedschaft der Maler in der Gilde bot den Künstlern in einer Zeit der wirtschaftlichen Unbeständigkeit mehr Sicherheit. Sie garantierte die Förderung lokaler Künstler durch Ausschluss der Konkurrenz und bot die Möglichkeit, eine Werkstatt mit Lehrlingen zu eröffnen, die ihre eigenen Werke nicht signieren durften, sondern deren Gemälde dann automatisch in den Besitz des Lehrers übergingen. Ein weiterer Vorteil bestand in dem Recht des Gildemitgliedes, seine Werke auf dem öffentlichen Kunstmarkt zu verkaufen. In Antwerpen und anderen südniederländischen Städten pflegte die Gilde gegenüber ihren Mitgliedern eine Qualitätskontrolle durch Markung der fertigen Kunstwerke mit einem Stempeleisen. Diese Qualitätssicherungsmaßnahmen versprachen den Käufern europaweit gleichbleibende Qualität der Kunstproduktion Antwerpens.
Darüber hinaus bot die Gilde eine gewisse soziale Absicherung, beispielsweise in Not- oder Krankheitsfällen oder in der Vormundschaft über Waisen und Witwen verstorbener Mitglieder. Auch religiöse Dinge waren bisweilen der Gilde im Falle des Todes des Mitglieds und des Begräbnisses und der notwendigen Jenseitsvorsorge anvertraut. Der Altar der Lukas-Gilde in Antwerpen befand sich in der Kirche St. Jakob, in der auch einige der Maler (Hendrik van Wueluwe oder Peter Paul Rubens) bestattet wurden. Die an den Zunftkirchen oder -kapellen ansässige Bruderschaft der Gildemitglieder war oft der äußere Ausdruck der Zusammengehörigkeit und starkes gesellschaftliches und politisches Einflussinstrument. In der Ulmer Schule bestand ab 1473 ein eigener Flügelaltar in der Kirche St. Michael zu den Wengen.

## Bedeutende Lukasgilden

### Antwerpen

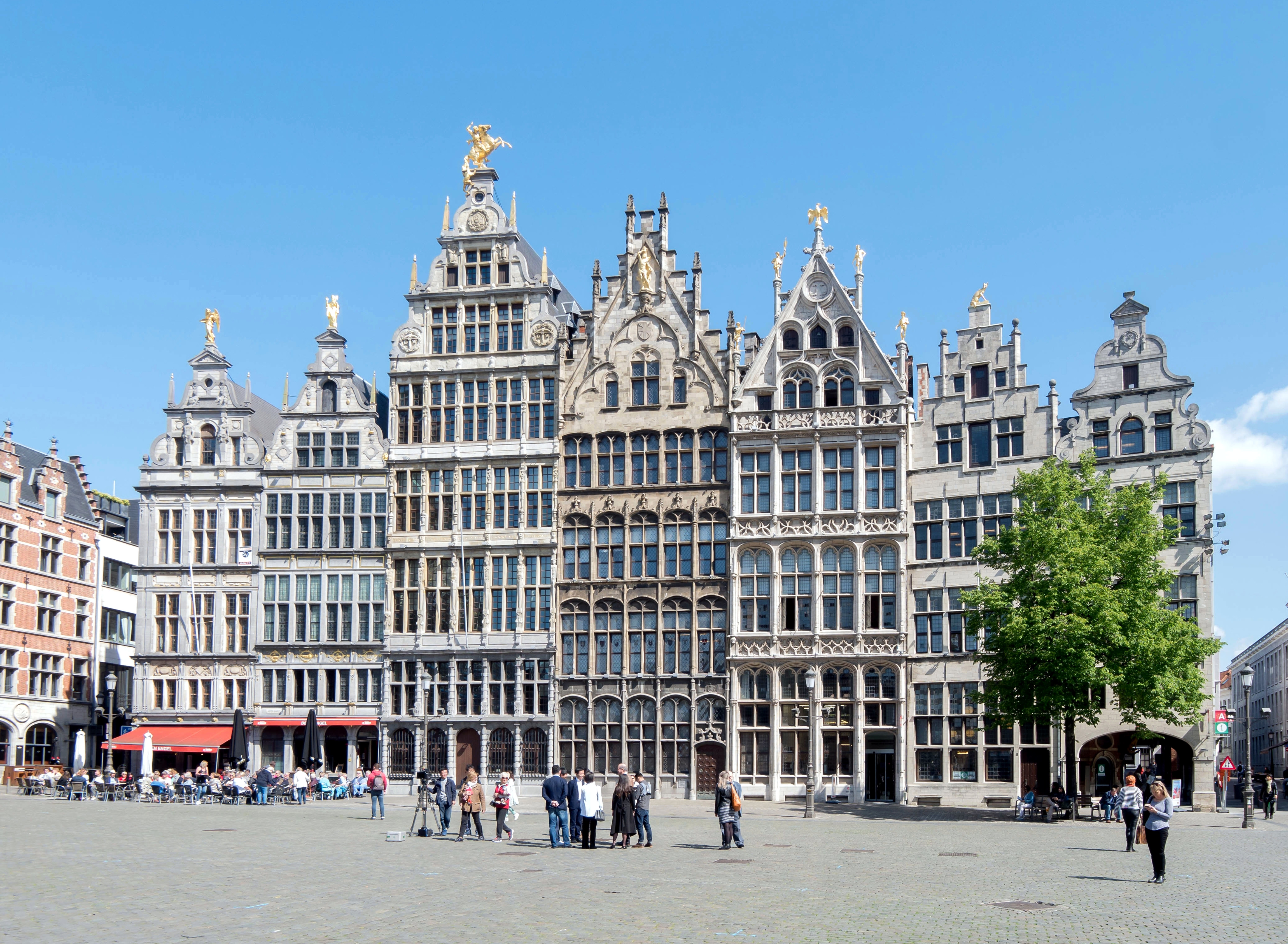
Das Gebäude der Antwerpener Gilde heute

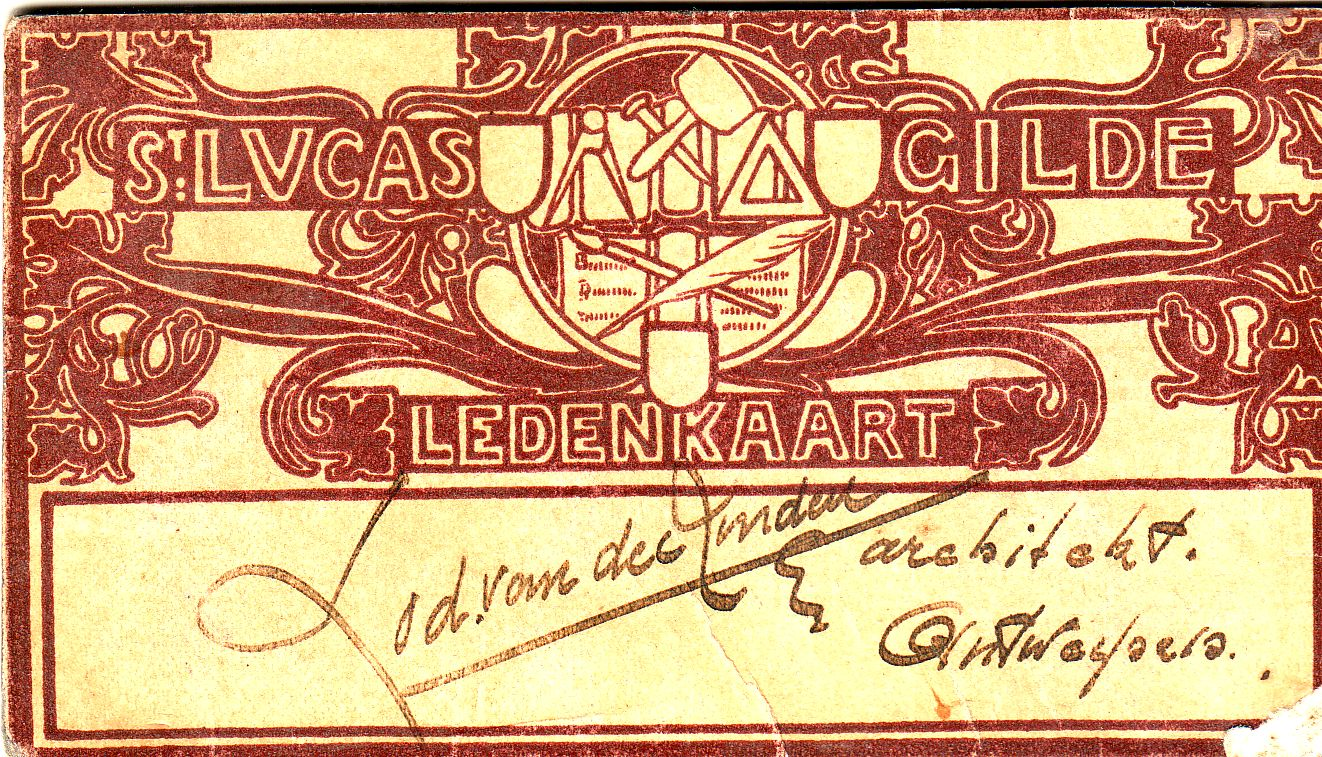
Im Jugendstil gestaltete Mitgliedskarte des Architekten und Kunstmalers Lode van der Linden, von 1910 bis 1912 Vorsitzender der Lukasgilde Antwerpen (1908)

Mitglieder der Antwerpener Gilde waren (mit Jahr der Aufnahme):
- Pieter Coecke van Aelst (1527)
- Cornelis Floris II. (1538)
- Pieter Bruegel der Ältere (1551)
- Crispin van den Broeck (1555)
- Maerten de Vos, (1572)
- Hans Bol (1574)
- Hendrick van Steenwyck der Ältere (1577)
- Gillis Congnet (1585)
- Peter Paul Rubens (1598)
- Frans Snyders (1602)
- Jacob van Hulsdonck (1608)
- Georg Geldorp (1610)
- Johannes van Mildert (1610)
- Peeter Snayers (1612)
- Alexander Keirincx (1619)
- Adriaen van Utrecht (1625)
- Pieter Bruegel der Jüngere (1625)
- Theodoor Rombouts (1625)
- Erasmus Quellinus II. (1633/1634)
- Hieronymus Galle (1636)
- Christoffel Jacobsz van der Laemen (1636)
- Jan Meyssens (1640)
- Gonzales Coques (1640/1641)
- Jan van Kessel der Ältere (1645)
- Jan Pauwel Gillemans  der Ältere (1647/1648)
- Nicolaes Millich (1657)[1]
- Alexander van Papenhoven (1697/98)

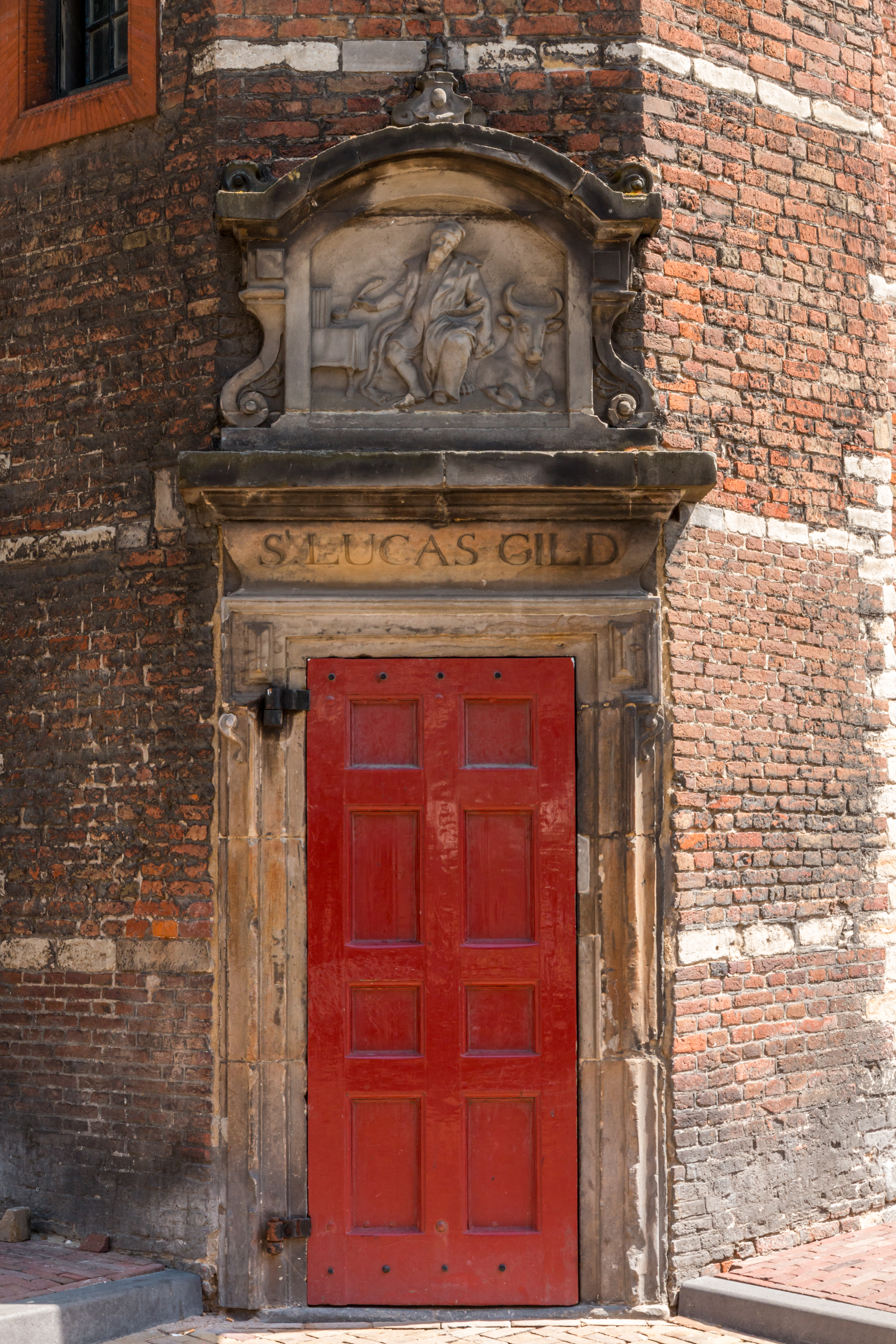
Eingang zur St. Lukasgilde Amsterdam in der Waag

- Lode van der Linden (1908)

### Amsterdam
Das Zunfthaus der Lukasgilde war in der Waag. Durch eine große Aufräumaktion zu Beginn des 19. Jahrhunderts gingen die Archive verloren.
- Rembrandt

### Brügge
- Luís Alimbrot (1432)
- Hans Memling (1467)
- Gerard David (1484; 1501 Vorsitzender)

### Delft
- Jacob Woutersz Vosmaer (1613)

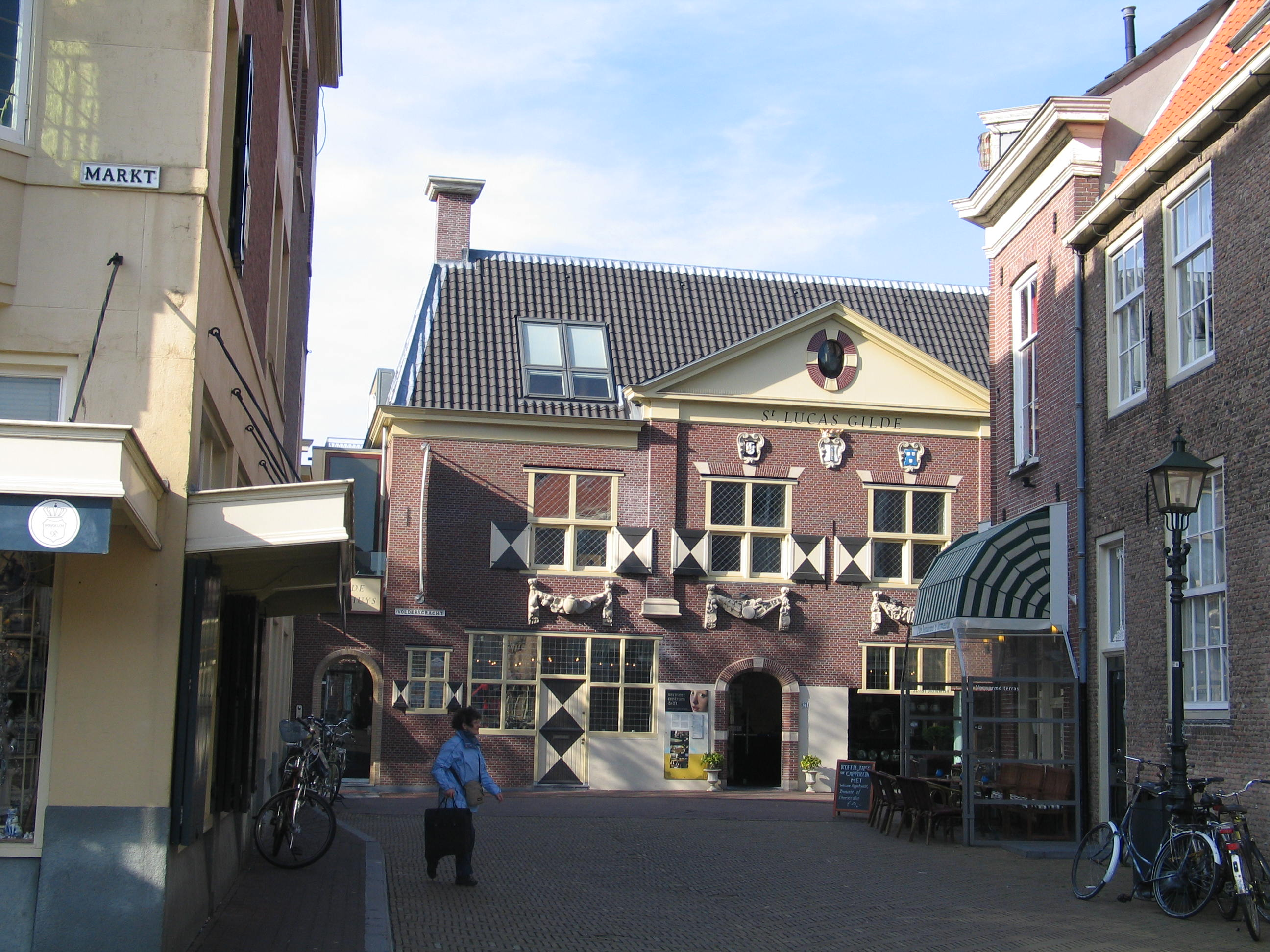
Haus der Lukasgilde in Delft

- Hendrick Cornelisz. van Vliet (1632)
- Nicolaes Vosmaer (1645)
- Daniel Vosmaer (1650)
- Carel Fabritius (1652)
- Jan Vermeer (1653) 1662 für zwei Jahre zum Vorsitzenden der Gilde gewählt.[3]
- Pieter de Hooch (1655)

### Haarlem

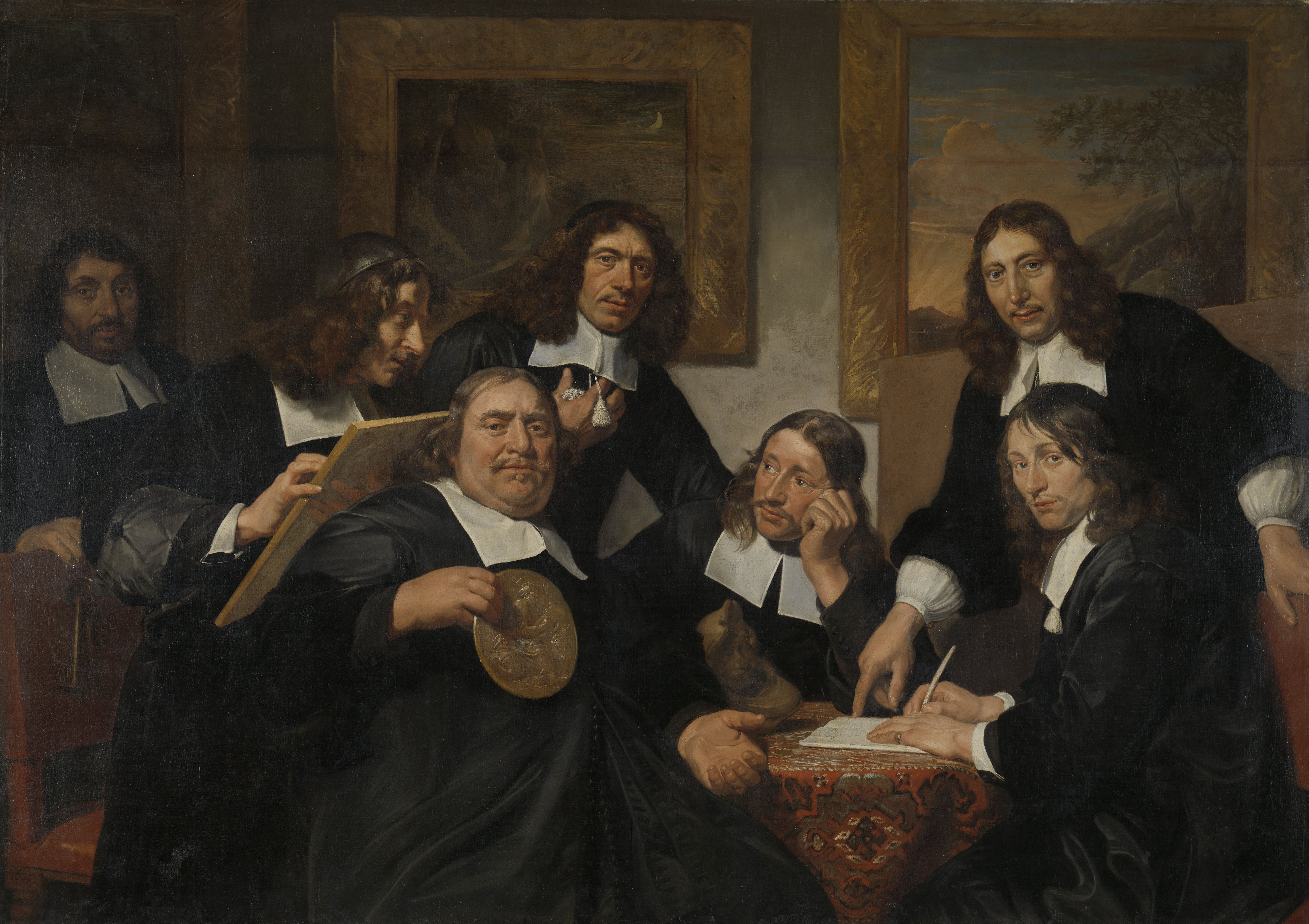
Jan de Bray: Die Vorsteher der Haarlemer Lucasgilde. (1675)

Die Existenz einer Malergilde in Haarlem wurde erstmals 1496, damals noch unter dem Patrozinium des hl. Eligius, nachgewiesen. Die ältesten erhaltenen Statuten stammen aus dem Jahr 1514.
- Sara van Baalbergen (1631 erstes weibliches Mitglied)
- Jan de Bray
- Frans Hals
- Dirck Hals
- Cornelis van Haarlem
- Jacob van Campen
- Judith Leyster
- Karel van Mander (1548–1606)
- Adriaen van Ostade
- Jacob van Ruisdael

### Leiden
- Quiringh van Brekelenkam
- Barent Fabritius
- Gabriel Metsu
- Frans van Mieris der Ältere (1658)
- Pieter de Ring
- Jan Steen

### Mechelen
- Pieter Bruegel der Ältere (vor 1563)
- Frans Verbeeck (1563)

### Würzburg
- Hans Ulrich Bühler (um 1590 – 1640)[5]
- Peter Dell der Ältere (um 1490 – 1552)[6]
- Hans Gottwald, Schüler von Tilman Riemenschneider[7]
- Tilman Riemenschneider (um 1460 – 1531)[8]
- Martin Seger (* um 1510/1515–1580), Illustrator der Bischofs-Chronik von Lorenz Fries und fürstbischöflicher Hofmaler[9]
- Wilhelm Ziegler (auch Wilhalm Ziegler; um 1480–nach 1544), deutscher Maler und Kartograph[10]